# La Cinquième Saison
Pour les articles homonymes, voir La Cinquième Saison.
La Cinquième Saison est un film dramatique belge réalisé par Peter Brosens et Jessica Woodworth et sorti en 2012.
Le film a été sélectionné pour participer à la Mostra de Venise 2012 et a reçu quatre nominations à la quatrième cérémonie des Magritte du cinéma en 2014.
Le film, dramatique et parfois catastrophique, est le dernier chapitre d'une trilogie (après Khadak et Altiplano) sur le conflit entre l'homme et la nature par la paire Peter Brosens et Jessica Woodworth. Le film traite de la décadence progressive des habitants d'un petit village belge où l'hiver ne semble pas vouloir prendre fin.

## Fiche technique
- Durée : 93 minutes

## Distribution
- Aurélia Poirier : Alice
- Django Schrevens : Thomas
- Sam Louwyck : Pol
- Gill Vancompernolle : Octave
- Robert Collinet : Louis
- Bruno Georis : Luc
- Nathalie Laroche : Marianne
- Damien Marchal : Client d'Alice
- Véronique Tappert : Corinne
- Peter Van Den Begin : Marcel

## Production
Le film est tourné à Weillen, dans la commune de Onhaye.
La première scène du film est tournée à l'intérieur de la crypte romane de Thynes (commune de Dinant).

## Distinctions

### Nominations et sélections
- Mostra de Venise 2012
- Festival du film de Los Angeles 2013